# 布施川一寛
布施川 一寛（ふせがわ かずひろ、1984年11月23日 - ）は、日本の男性声優。東京都出身。賢プロダクション所属。専門学校 東京声優・国際アカデミー講師で、ナレーションII、ナレーション専攻、ゲームアフレコ専攻を担当。オンライン声優養成所・SPOT講師。

## 略歴
若い頃から教師として人物に教えたい思いもあり、大学時代は外国人に日本語を教える日本語教育も学ぶ。
学生時代に東京アナウンスアカデミー（現：東京アナウンス・声優アカデミー）で声優とナレーションの授業を受けており、当初は「喋って飯が食えたらいいな～」くらいの感覚で、ナレーター、アナウンサーをメインで考えていたという。
そこから縁あって賢プロダクションに所属し、アニメ、映画の吹き替えで声優としての活動を始める。
賢プロダクションの役員も務めている野村道子が東京アナウンス・声優アカデミーの理事長である市原光敏と知り合いで、布施川が卒業生だったこともあり、「講師をやらないか」と声がかかって専門学校 東京声優・国際アカデミーの講師としても活動している。

## 人物
特技は野球、アイスホッケー、バスケットボール、日本語教師、ファイナンシャルプランナー、ボーイスカウト。趣味は釣り、投資、プロ野球観戦（ヤクルトスワローズ）。

## 出演
太字はメインキャラクター。

### テレビアニメ
2011年
- THE IDOLM@STER（青年団2、ディレクターB、店主、老婆の息子、監督 他）
- ましろ色シンフォニー -The color of lovers-（クラスメイト）
- WORKING'!!（お客2）

2012年
- イクシオン サーガ DT（係員A）
- 宇宙兄弟（原田俊彦、北村オースケ、トミー・ジェイ 他）
- THE UNLIMITED 兵部京介（伊・九號）
- ジョジョの奇妙な冒険（実況）
- はぐれ勇者の鬼畜美学（生徒、先生）
- バトルスピリッツ ソードアイズ（お客A、男性B）

2013年
- 革命機ヴァルヴレイヴ（王党派の通信士）
- ガンダムビルドファイターズ（オペレーター、辰造の子分、アランの部下、TVアナウンサー 他）
- 黒子のバスケ（泉真館7番、観客、原一哉、生徒 他）
- ジュエルペット ハッピネス（マンボウ）
- 進撃の巨人（ミリウス・ゼルムスキー、ユルゲン、補給兵、兵士、精鋭班 他）
- 探検ドリランド -1000年の真宝-（同級生）
- ダンボール戦機ウォーズ（生徒）
- ちはやふる2（ギャラリー、観客）
- はじめの一歩 Rising（赤松勇、パパイヤ・ダチウ、漁師仲間、観客、記者 他）
- ポケットモンスター THE ORIGIN

2014年
- 団地ともお（記者）
- パックワールド（ブリンキー）
- 魔法科高校の劣等生（観客）
- 名探偵コナン（ベルボーイ）
- 妖怪ウォッチ（2014年 - 2023年、トムニャン、担任の先生、黒いジバニャン、認MEN・B、スットン卿、ブルックりん、メカオロチ、ナルシス2世、エディ、ハンゾウ、恵比寿、チョコボー(3) 他） - 3シリーズ

2015年
- うしおととら（横尾、父親、海水浴場の客B、通信員A、通行人A 他）
- 怪盗ジョーカー（盗賊C）
- ガンスリンガー ストラトス（学生）
- 金田一少年の事件簿R（警察官）
- 銀魂゜（ニセ黒子野 / 鬼兵隊隊士C）
- ゴッドイーター（パイロット）
- コンクリート・レボルティオ〜超人幻想〜（カメラマン、警官、活動家、警察官）
- 純情ロマンチカ3（司会者）
- SHOW BY ROCK!!（2015年 - 2016年、MC） - 2シリーズ
- 進撃!巨人中学校（ミリウス・ゼルムスキー）
- 蒼穹のファフナー EXODUS（通信士）
- ビキニ・ウォリアーズ（店主、光る目）
- ワカコ酒（男、店員、店員B、店主）

2016年
- 亜人（野村、亜人、自衛隊員）
- アイカツ!（おじさん）
- 甲鉄城のカバネリ（武士、柄巻、ホウキ、胡瓜、前田）
- マクロスΔ（夫、ウィンダミアオペレーターA）
- コンクリート・レボルティオ〜超人幻想〜THE LAST SONG（調査隊員、登山者）
- 僕のヒーローアカデミア（男性記者）
- ドリフターズ（オルテ兵、エルフ）
- かみさまみならい ヒミツのここたま（桜井勇次郎）

2017年
- アニ×パラ〜あなたのヒーローは誰ですか〜（笹山）

2018年
- 魔法使いの嫁（ステラの父親）
- バジリスク 〜桜花忍法帖〜（榊文之進）
- イナズマイレブン アレスの天秤（2018年 - 2019年、折緒冬輝、鉄豪士小五郎、巻原英司、桜庭春樹、ファン・ドユン、パズズ・ザハム、アジド・アゼル、ファビオ・エステベ、カルル・セニロフ、ナタン、ロラン、カルロス・ガロ、リゲル 他） - 2シリーズ
- 妖怪ウォッチ シャドウサイド（2018年 - 2019年、店員、イカリン、ユウト、ニタニタさん、シュン 他）
- BANANA FISH（グリフィン・カーレンリース）

2021年
- サクガン（アフーロ）

### 劇場アニメ
- おぢいさんのランプ（2011年、人夫、村人）
- 映画かいけつゾロリ まもるぜ!きょうりゅうのたまご（2013年、ゴリ）
- 宇宙兄弟#0（2014年、打越）
- 映画 妖怪ウォッチ 誕生の秘密だニャン!（2014年、男性）
- 映画 妖怪ウォッチ エンマ大王と5つの物語だニャン!（2015年、インストラクター妖怪）
- ルドルフとイッパイアッテナ（2016年、魚屋）
- 甲鉄城のカバネリ 海門決戦（2019年、海門衆、玄路兵、柄巻）
- BURN THE WITCH（2020年、パパラッチ、インクス構成員）

### OVA
- 進撃の巨人（2014年、兵士） - 原作単行本第13巻OAD付き限定版

### ゲーム
2011年
- ファイナルファンタジーXIII-2

2012年
- イナズマイレブンGO2 クロノ・ストーン ネップウ/ライメイ（農民B、フランス兵A）
- 電波人間のRPG 2（キリー）

2013年
- ガンダムブレイカー（観客）
- 妖怪ウォッチ（さすらい荘の大家）

2014年
- 妖怪ウォッチ2 元祖/本家/真打（認MEN・B）

2015年
- 喧嘩番長6〜ソウル&ブラッド〜（難波藤丸）
- 妖怪ウォッチバスターズ 赤猫団/白犬隊（認MEN・B）
- アウトディビジョン -刑徒隷僕区-（破魔創一）
- 夢王国と眠れる100人の王子様（スピカ）

2016年
- SDガンダム GGENERATION GENESIS
- ガンダムブレイカー3（タイガー）
- 名探偵ピカチュウ 〜新コンビ誕生〜
- 妖怪ウォッチ3 スシ/テンプラ/スキヤキ（トムニャン、コタロウ、ブルックりん、スットン卿、メカオロチ、サニーレタスさん、一旦ソーリー、トリベア、恵比寿、ガラクタリアン 他）
- 妖怪ウォッチ ぷにぷに

2017年
- 妖怪ウォッチバスターズ2 秘宝伝説バンバラヤー ソード/マグナム（ナルシス2世、ミイラーボール 他）

2018年
- 名探偵ピカチュウ

2019年
- 妖怪ウォッチ1 for Nintendo Switch（さすらい荘の大家）
- 妖怪ウォッチ4++（認MEN・B）

2023年
- ゼルダの伝説 ティアーズ オブ ザ キングダム

### ドラマCD
- イケズ彼氏の堕とし方（久住）
- ブサメン男子♂〜イケメン彼氏の作り方〜

### 吹き替え

#### 映画
- アンダーカバー・じーさん（ジェイク〈ディラン・エヴェレット〉）
- カルテット! 人生のオペラハウス（サイモン）
- キャプテン・アメリカ:ブレイブ・ニュー・ワールド（ホアキン・トレス〈ダニー・ラミレス（英語版）〉[11]）
- スクービー・ドゥー（チャック）
- スティールワールド（ネイサン〈ジェームズ・ターピー〉）
- ゾンビーズ（ボンゾ〈ジェームズ・ゴッドフリー〉）
- ダンケルク（ピーター〈トム・グリン＝カーニー〉[12]）
- ディファイアンス（ジョセフ〈ライアン・ケネディ〉）
- なんちゃって家族（スコティーP〈マーク・L・ヤング〉）
- パニッシュメント（ドム）
- ブラック・シー（トビン〈ボビー・スコフィールド〉）
- マッドマックス 怒りのデス・ロード（落ちるウォー・ボーイ） - 劇場公開版
- ユー・ウォント・ミー・トゥ・キル・ヒム（フランク）
- レジェンド・オブ・メダリオン -時空を越えた秘密の島-（手下）

#### ドラマ
- アクエリアス 刑事サム・ホディアック（リック）
- 11.22.63（ビル・ターコット〈ジョージ・マッケイ〉）
- ヴァンパイア・ダイアリーズ シーズン4（ディーン）
- ウエストワールド（瀕死の兵）
- ウォーキング・デッド シーズン2（ランダル）
- GRIMM/グリム（ハンソン）
- サンタクラリータ・ダイエット（エリック〈スカイラー・ギソンド〉）
- ジェシー!（クリフォード、マルコ）
- ナース・ジャッキー（救急隊員）
- HAWAII FIVE-0（リチャード）
- HEROES REBORN/ヒーローズ・リボーン（レン〈内門徹〉）
- ファルコン&ウィンター・ソルジャー（ホアキン・トレス〈ダニー・ラミレス〉[13]）
- Major Crimes 〜重大犯罪課（フランク）
- Law & Order: UK（ダニー）
- ロマノフ家の末裔 〜それぞれの人生〜 #8（サイモン・バロウズ〈ヒュー・スキナー〉）

#### アニメ
- バービーのマーメード・プリンセス（ワームウッド）

### ナレーション
- a Gift
- MTV WORLD STAGE
- 株式会社キクテックVP
- キングジム ピットレック
- スーパー富士屋
- 全国直販流通協会VP（ビデオパッケージ）
- トミカ・プラレール映画祭り 劇場予告
- 日本赤十字社 心肺蘇生とAED
- 水上治の健康増進バイブル

### ボイスオーバー
- アメリカン・ネクスト・スター（ランドン・スワンク）
- ディスカバリーチャンネル

### ラジオ番組
- エフエム西東京「ラジケン！」 ※パーソナリティー
- エフエム西東京「街角レポート」 ※レポーター

### デジタルコミック
- VOMIC クロガネ（木野子六郎）
- イナズマイレブン〜ペンギンを継ぐ者〜 超次元ムービーコミック（2018年、折緒冬輝） - 限定カード&DVD付き特装版

### CM
- サーティーフォー
- 龍宮株式会社「パシーマ」ラジオCM
- ソーケンメディカル「つむじ風くん」ラジオCM
- リブレ出版アニメイト店内CM
- ロボカーポリー 番宣CM
- ワンダードリ

### MC（司会）
- 平成22年度・田無総持寺盆踊り大会MC
- アイススレッジホッケー・バンクーバーパラリンピック銀メダリスト 高橋和廣トークショーMC
- 第7回川崎港トライアスロンin東扇島 兼 第1回川崎ジュニアトライアスロン大会 司会
- 第6回川崎港トライアスロンin東扇島 司会

### シリーズ一覧
1. ↑  『妖怪ウォッチ』（2014年 - 2018年）、『妖怪ウォッチ!』（2019年）、『妖怪ウォッチ♪』（2021年 - 2023年）
2. ↑  第1期（2015年）、第2期『#』（2016年）
3. ↑  『アレスの天秤』（2018年）、続編『オリオンの刻印』（2018年 - 2019年）